# Gofrowanie
Gofrowanie (z fr. gaufrer wytłaczać) – wykończeniowa obróbka skór, tkanin, blach oraz papieru polegająca na wytłoczeniu na ich powierzchni plastycznych wzorów za pomocą kalandra, czyli podwójnego walca (jeden posiada wypukły, drugi wklęsły kształt wzoru).